# Eupithecia uniformis
Eupithecia uniformis är en fjärilsart som beskrevs av Karl Dietze 1913. Eupithecia uniformis ingår i släktet Eupithecia och familjen mätare. Inga underarter finns listade i Catalogue of Life.